# Erika Ulrich
Erika Ulrich, född 30 juni 1943, är en schweizisk bågskytt. Hon deltog vid olympiska sommarspelen 1980.